# В этом уголке мира (аниме)
В этом уголке мира (яп. この世界の片隅に Коно сэкай но катасуми ни) —
японский военно-исторический аниме-фильм 2016 года, производства японской анимационной студии MAPPA. Режиссёром и соавтором выступил Сунао Катабути, композитором Котринго. Фильм основан на одноименной манге, написанной и иллюстрированной Фумиё Коно. Премьера в Японии состоялась 12 ноября 2016 года. В июне 2016 года компания Manga Entertainment получила права на распространение фильма в мировом масштабе. Компания Shout! Factory приобрела права на дистрибуцию для Северной Америки с показам в кинотеатрах США 11 августа 2017 года, совместно с компанией Funimation Entertainment. Премьера расширенной версии фильма, В этом уголке (и других уголках) мира (яп. この世界の（さらにいくつもの）片隅に Коно сэкай но (сара ни икуцумото) катасуми ни), состоялась 20 декабря 2019 года.
Действие фильма происходит в 1930—1940-х годах в городах Хиросима и Куре в Японии, примерно за 10 лет до и после атомных бомбардиров Хиросимы и Нагасаки, но в основном в 1944-45 годах. В фильме описывается и сопоставляется природа и традиционная культура, уклад жизни в Японии с вторгнувшейся в жизнь простых людей войной, и принесёнными её разрушениями, жертвами и жестокостью. Несмотря на то, что фильм основан на вымышленной истории, официальный путеводитель фильма утверждает, что кадры традиционного японского быта и уклада жизни, а также городского пейзажа довоенной Хиросимы, основаны на фотографиях и материалах о разрушенном атомной бомбардировкой городском пейзаже довоенной Хиросимы, исследованных сотрудниками студии.

## Сюжет
История разворачивается Японию в 1930—1940-х годах, непримечательная девушка Судзу Урано, живёт в приморском посёлке Эба недалеко от Хиросимы. Она работает в небольшом семейном предприятии своей бабушки по выращиванию нори (съедобных морских водорослей), посещает общеобразовательную школу, помогает в домашнем хозяйстве и всегда в свободное время рисует. В 1943 году в возрасте 18-лет Судзу, к семье Урано приходит неизвестный им молодой человек Сюсаку Ходзё с отцом, изъявив желание свататься к Судзу. Он живёт в городе Куре, большом морском портовом городе в 15 милях от города Хиросима, где стоит военный флот. Он помнит, что в 1933 году, ещё сам будучи мальчиком, увидел Судзу в деловом районе Хиросимы и с тех пор влюбился в неё. Семья девушки соглашается, и Судзу переезжает в соседний портовый город Куре к семье Сюсаку. Девушка сразу же берёт на себя обязанности по домашнему хозяйству, так как мать семейства из-за больных ног уже неспособна справляться одна. Однако Судзу очень везёт, так как члены новой семьи, в том числе и Сюсаку, очень спокойные и доброжелательные люди, которые быстро принимают девушку, к тому же по возможности в домашнем хозяйстве ей помогают Сан, мать Сюсаку, и Кэйко Куромура, её дочь.
Когда Судзу приспосабливается к своей новой жизни в Куре, угроза Тихоокеанской войны постепенно начинает нависать над спокойной размеренной жизнью горожан. Идиллия продолжается недолго. Война приходит в Японию. Поскольку нехватка продовольствия становится обычным явлением, правительство внедряет нормирование продовольствия. Судзу, будучи молодой домохозяйкой состоящей в Тонаригуми,  по очереди следит за раздачей еды и посещает курсы по борьбе с воздушными налётами. Как и другие японские домохозяйки, она делает женские брюки пригодными для экстренной эвакуации, из традиционной одежды, такой как кимоно. Поскольку официально распределяемой еды и продовольствия становится всё меньше, Судзу ищет способ прокормить семью, собирая съедобные растения, травы и пробуя различные рецепты. Несмотря на всё, Судзу, сохраняет свой веселый характер, прилагает усилия, чтобы улучшить жилищные условия и подготовиться к воздушным бомбордировкам со своей семьей и соседями. Семья строит бомбоубежище в саду. Её повседневная жизнь полна юмористических и милых эпизодов.
Семейный дом Сюсаку расположен на склоне холма в пригороде Куре, с видом на японский военно-морской флот стоящий в гавани, включая самые большие линейные корабли, Ямато и Мусаси. Судзу любит наблюдать за природой и лодками, которые ходят по морю вместе со своей племянницей Харуми. Однажды, когда Судзу зарисовывает военные корабли плавающих в гавани, кэмпэйтай безуспешно пытается обвинить её в шпионаже. В декабре 1944 года военный моряк по имени Тэцу приезжает к Судзу; он был её другом детства и в неё влюблён. Он был назначен на японский крейсер Аоба, который находится в Куре. Тэцу пожелал провести одну ночь с Судзу, на что Сюсаку понимая, что это может быть последний шанс Судзу увидеть Тэцу живым, и одновременно чувствует вину за то, что принудил её к сватовству, дал добро. Следующей весной, Сюсаку был призван военно-морским флотом и временно размещен с войсками в Отакэ, в 40 милях от Куре.
В 1945 году США начинают воздушные налеты на материковую часть Японии; Куре, из-за расположения в нём японского флота и стратегических военных объектов, постоянно подвергается бомбардировке американской авиации. Хотя семья Ходзё и живёт на краю города, бомбы долетают и до их мест, и людям постоянно приходится прятаться в бомбоубежищах. В июле городские районы Куре подвергаются бомбардировке, и большая часть города горит. Как и многие другие японцы, Судзу не может избежать трагедии: в дополнение к смерти в 1944 году её брата Ёити. Кошмар наяву начинается когда Судзу, находясь в центре города с племянницей Харуми, маленькой дочкой Кэйко, случайно натыкается на неразорвавшуюся бомбу. Харуми погибает на месте, а Судзу теряет правую руку, которую она описывает как «незаменимую» часть своего тела. Кейко, мать Харуми, обвиняет Судзу в смерти своей дочери. С тех пор Судзу впадает в депрессию, а семья продолжает укрываться от бомбардировок и спасать дом от пожара. Судзу в отчаянии думает, что стоит покинуть семью Ходзё и уехать к своей семье в посёлок Эбо рябом с Хиросимой, так как этот регион почти не бомбили, как раз к местному летнему фестивалю 6 августа, семья Ходзё соглашается; однако, когда Судзу не может попасть к врачу, она решает остаться в Куре ещё на неделю. Однако наступает роковое утро. Судзу, все ещё находившаяся в доме семьи Ходзё в Куре и разговаривающая с Кэйко, которая простила её за смерть Харуми и настаивает на том, чтобы Судзу выбирала, что ей делать, замечает странный свет и внезапное землетрясение. Как ни странно, радиостанция NHK (Японская радиовещательная корпорация) Хиросимы выходит из эфира, и затем появляется гигантское облако со стороны города Хиросимы. Вскоре Судзу узнает, что произошло в городе Хиросима; новая разрушительная бомба упала на город, убивая бесчисленное количество людей и разрушая здания в городе Хиросима. Некоторое время Судзу не может получить информацию о судьбе своей семьи.
Несколько дней спустя в радиообращении Император Японии объявляет об окончании войны, и капитуляции перед союзными державами. Судзу, столкнувшаяся с бесчисленными неудачами, страданиями, жертвами и трагедиями во время войны и привыкшая к стремлению сохранить семью, вынуждена принять реальность своих потерь и временно впадает в отчаяние. Вскоре времена начинают быстро меняться: оккупационные силы США, уже не враги, приходят в Куре и дают пищу Японцам. Судзу посещает дом своей бабушки Ито в Кусацу, рыбацком посёлке находящемся к западу от Хиросимы и за пределами пострадавшего района, где встречает сестру Суми единственную выжившую из семьи Урано. Суми сообщает Судзу о судьбе их родителей: их мать ушла собирать припасы для фестиваля утром 6 августа и не вернулась, и считается, что она одна из 70000 человек, которые были убиты мгновенным взрывом и ударной волной, в то время как их отец умер несколько месяцев спустя после того, как заболел от возможного радиационного отравления. Однако сама Суми серьёзно больна у неё появляются признаки лучевой болезнью, возможно, полученной от радиоактивных осадков, проявляемые в повышенной подверженности инфекциям и усталости. Сюсаку, который возвращается со своей военно-морской службы, случайно встречается с Судзу в пустынном районе Хиросимы и сообщает ей, что нашел новую работу. Они встречают осиротевшую и голодную девочку того же возраста, что и Харуми, которая борется за выживание в руинах Хиросимы после потери матери умершей вскоре после взрыва, и решают удочерить её. Мать маленькой девочки, перед смертью потеряла половину своей правой руки во время бомбардировки Хиросимы, и, увидев Судзу с подобной травмой, маленькая девочка тянется к Судзу. Судзу медленно восстанавливает свою страсть к жизни с мужеством и привязанностью к своим друзьям и семье.

## Персонажи
Судзу Урано/Ходзё (яп. 浦野 すず（北條すず） Урано Судзу (Ходзё Судзу))
Сэйю: Рэна Нонэн
Главная героиня истории. Тихая, скромная и непоседа. Воспитывалась в соответствии с традициями ямато-надэсико, учась вести домашнее хозяйство, шить и готовить. Хотя она и любила Тэцу Мидзухару, смиренно приняла факт того, что выходит замуж за Сюсаку в свои 19 лет. В новой семье она усердно исполняет обязанности домохозяйки, однако из-за неопытности выполняет домашние дела медленно. Вскоре влюбляется в Сюсаку и выражает своё недовольство тем, что её насильно выдали замуж. Потеряла правую руку от взрыва бомбы. Согласно канону автора манги, дожила до глубокой старости вместе с Сюсаку, имея детей и внуков.
Сюсаку Ходзё (яп. 北條 周作 Ходзё Сю:саку)
Сэйю: Ёсимаса Хосоя
Муж Судзу и её ровесник. Когда то, в 1933 году, ещё сам будучи мальчиком, увидел её в деловом районе Хиросимы и с тех пор влюбился. Так через 10 лет он посетил семью Урано, изъявив желание жениться на Судзу. Тихий и спокойный парень. Он работает судебным гражданским офицером в военном суде в Куре. В 1945 году он был призван в военно-морской флот в качестве судебного солдата. Даже после окончания войны он должен был отвечать за юридические работы по сносу флота в Отакэ. Любит Судзу, но одновременно чувствует вину за то, что принудил её к сватовству. Поэтому он даже был не против того, чтобы Судзу общалась с Мидзухарой, понимая, что она может всё ещё его любить.
Сан Ходзё (яп. 北條 サン Ходзё Сан)
Сэйю: Маюми Синтани
Мать Сюсаку. Очень вежливая и добрая женщина. Однако из-за прогрессирующего ревматизма в суставах ног перестала справляться с домашним хозяйством, поэтому появление Судзу стало для неё большим облегчением.
Энтаро Ходзё (яп. 北條 円太郎 Ходзё Энтароː)
Сэйю: Сигеру Усияма
Отец Сюсаку. Работает инженером в военно-морском арсенале Хиро. Он спокоен и доброжелателен, как и Сюсаку. Перед окончанием войны проводил почти всё своё время на работе, улучшая моторы для самолётов и изматывая себя.
Кэйко Куромура (яп. 黒村 径子 Куромура Кэйко)
Сэйю: Минори Оми
Старшая сестра Сюсаку. В отличие от всех членов семьи Ходзё, Кэйко — своенравная и вспыльчивая девушка. Она полная противоположность Судзу — независимая личность, предпочитающая сама распоряжаться своей жизнью. В молодые годы была модан гяру, познакомилась с будущим мужем, владельцем магазина часов, и вышла замуж, родив сына Хисао и дочь Харуми. Однако муж погиб от болезни, и Кэйко никак не могла найти общий язык с его семьёй. После начала войны она сбежала из семьи Куромура обратно к родителям, однако была вынуждена оставить сына Хисао, так как семья видела в нём наследника. Так Кэйко с Харуми присоединились к семье Ходзё. Сначала она задирала Судзу, но позже стала помогать ей в домашнем хозяйстве. После смерти Харуми Кэйко долгое время винила в этом Судзу, но со временем простила её.
Харуми Куромура (яп. 黒村 晴美 Куромура Харуми)
Сэйю: Нацуки Инаба
Дочка Кэйко. Маленькая девочка дошкольного возраста. Очень любознательная и дружит с Судзу. Любит наблюдать за военными кораблями. Погибла на месте, когда оказалась с Судзу рядом с неразорвавшейся бомбой.
Дзюро Урано (яп. 浦野 十郎 Урано Дзю:ро:)
Сэйю: Цуёси Кояма
Отец Судзу, живёт в приморском районе Эба в Хиросиме. Владеет бизнесом по выращиванию нори. Но позже работает на фабрике. Умирает после облучения, ведя поиски своей пропавшей жены в центре Хиросимы.
Кисэно Урано (яп. 浦野 キセノ Урано Кисэно)
Сэйю: Масуми Цуда
Мать Судзу. За несколько часов до атомной бомбардировки она отправилась в центр Хиросимы, занимаясь покупками для подготовки к летнему фестивалю. Находясь рядом с эпицентром взрыва, бесследно исчезла.
Ёити Урано (яп. 浦野 要一 Урано Ё:ити)
Старший брат Судзу. Упрямый мальчик, который постоянно грубо обращался с маленькой Судзу. Он был призван в армию и отправлен воевать в южный Тихий океан, но убит в 1944 году.
Суми Урано (яп. 浦野 すみ Урано Суми)
Сэйю: Мэгуми Хан
Младшая сестра Судзу. После атомной бомбардировки становится жертвой лучевой болезни.
Ито Морита (яп. 森田イト Морита Ито)
Сэйю: Хисако Кёда
Бабушка Судзу. Помогает сыну Дзюро в выращивании нори. Учила Судзу шить кимоно. Так как дом Ито находится далеко от центра взрыва, он не пострадал, и туда переехала жить Суми.
Тэцу Мидзухара (яп. 水原 哲 Мидзухара Тэцу)
Сэйю: Дайсукэ Оно
Друг детства Судзу. Девушка когда-то нарисовала для него картину. Находился долгое время в депрессии из-за смерти старшего брата, который, будучи студентом императорской японской военно-морской академии, утонул на борту парома. Влюбился в Судзу. Во время войны он служил на борту японского крейсера «Аоба» в качестве моряка. Находясь недолго в Куре, он пожелал провести одну ночь с Судзу, на что Сюсаку дал добро. После того, как его крейсер был сильно повреждён авиацией США, Судзу думала, что он погиб, но Тэцу выжил.
Рин Сираки (яп. 白木リン Сираки Рин)
Сэйю: Нанасэ Иваи
Куртизанка, работающая в Куре. Родом из бедной семьи, которая продала девочку в качестве служанки, однако Рин сбежала от туда и вела образ жизни бродяжки. В какой то момент она забрела в дом бабушки Судзу, тогда героиня принесла ей арбузы и оставила кимоно, но Рин исчезла. Бабушка Ито решила, что это был домовой дзасики-вараси, но как показано после титров, она сама помогла девочке, дав ей кимоно и пропитание. Тогда Рин решила переехать в Куре и нашла приют в публичном доме, где её вырастили и сделали куртизанкой. Рин встретила снова Судзу и помогла ей найти путь домой.

## Производство

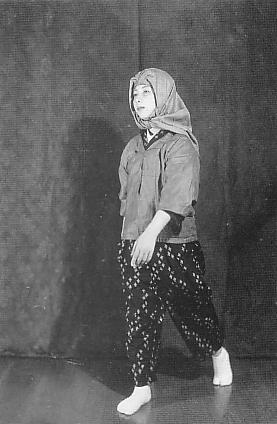
Большинство женских персонажей носит зимой штаны момпэ, которые были повсеместно распространены в Японии в период Сёва.

Проект был объявлен в августе 2012 года и в марте 2015 года начался сбор средств с помощью краудфандинга. Краудфандинг был успешным: в Японии зарегистрировано 3374 участника, а собранные 39 миллионов иен превысили цель в 20 миллионов иен. Ещё один краудфандинг, направленный на продвижение «Катабучи» за границу, был начат 22 ноября 2016 года и достиг цели в 10 миллионов иен в течение одиннадцати часов. Бюджет картины составил 250 миллионов йен, или 2,2 миллиона долларов.
Режиссёр Сунао Катабути пытался добавить точные детали к фонам аниме-фильма, например, для получения одного кадра потребовалось более 20 ревизий, используя аэрофотоснимки для оценки размера магазина и опросив более 10 пожилых жителей.
25 июля 2018 года в официальном аккаунте Твиттера фильма было объявлено, что фильм получит расширенную версию, содержащую дополнительные 30 минут. Расширенная версии фильма получила название, В этом уголке (и других уголках) мира (яп. この世界の（さらにいくつもの）片隅に Коно сэкай но (сара ни икуцумото) катасуми ни). Премьера расширенной версии фильма в кинотеатрах Японии, первоначально была запланирована на декабрь 2018 года, но была отложена до 20 декабря 2019 года. Расширенная версия подчеркивает отношения между Рин, Сюсаку и Судзу.

## Восприятие и продажи

### Сборы
Фильм, после выхода на 63-х кинотеатрах Японии, по состоянию за первую неделю занял 10 место по посещаемости (32,032 зрителей) и собрал 47 миллионов йен. По состоянию на март 2017 года, общие сборы составили 2.5 миллиардов йен от 1.9 миллионов зрителей.

### Критика и отзывы
По версии сайта-агрегатора Rotten Tomatoes, анимационный фильм получил 98 % положительных отзывов со средний оценкой от 55 критиков в 7.7 из 10. Критический консенсус сайта гласит, что история Kono Sekai no Katasumi ni показывает уникальную перспективу одного из самых печальных периодов истории человечества и великолепную, созданную ручной работой анимацию. На сайте Metacritic, на основе оценки 21 критиков, средняя оценка фильма составляет 73 из 100, фильм получил преимущественно положительные отзывы
.
Сара Уорд из Screen International похвалила визуальную составляющую картины и затягивающую историю. В своём обзоре, Сара называет Kono Sekai no Katasumi ni прекрасной, «вызывающий в сердце трепет» картиной. Зритель наблюдает, как главная героиня, с счастливым и беззаботным детством, только начинает взрослую жизнь, и сразу же сталкивается с новой жестокой реальностью, которую принесла с собой война. Такие контрасты являются несомненно сильной стороной картины. В другом обзоре от TheWrap, Дэн Кэллэхэн назвал фильм интересным, но непредсказуемым. Критику не очень понравился сценарий, но в общем он назвал фильм хорошим и достойным просмотра.

### Награды
В этом уголке мира выиграли 40-ю премию Японской киноакадемии за лучший анимационный фильм года, 90-ю премию Кинэма Дзюмпо Best 10 в номинации лучший японский фильм и награду жюри на 41-м Международном фестивале анимационных фильмов в Анси, также аниме-фильм был номинирован на 45-ю премию Энни в номинации лучший независимый анимационный фильм.
Режиссёр Сунао Катабути стал лауреатом 67-й премии министра образования, культуры, спорта, науки и техники в категории фильм, а также 59-й кинопремии Голубая лента в номинации за лучшую режиссуру и 90-ю премии Кинэма Дзюмпо в номинации лучший режиссёр.
65-я премия Кикути Кана была вручена команде создателей аниме-фильма В этом уголке мира, включая участников краудфандинга.
| Список наград и номинаций | Список наград и номинаций                                             | Список наград и номинаций                              | Список наград и номинаций                    | Список наград и номинаций | Список наград и номинаций | Список наград и номинаций |
| Год                       | Награда                                                               | Категория                                              | Номинант                                     | Результат                 | Ссылки                    |                           |
| ------------------------- | --------------------------------------------------------------------- | ------------------------------------------------------ | -------------------------------------------- | ------------------------- | ------------------------- | ------------------------- |
| 2016                      | 3-й Международный кинофестиваль в Хиросиме                            | Премия мира в Хиросиме                                 | В этом уголке мира                           | Победа                    | [ 29 ] [ 30 ]             |                           |
| 2016                      | 41-я кинопремия Хоти                                                  | Лучшая картина                                         | В этом уголке мира                           | Номинация                 |                           |                           |
| 2016                      | Выбор фильма от MEXT                                                  | Специальный отбор                                      | В этом уголке мира                           | Победа                    | [ 31 ]                    |                           |
| 2016                      | 38-й кинофестиваль в Ёкогаме                                          | Лучший фильм                                           | В этом уголке мира                           | Победа                    | [ 32 ]                    |                           |
| 2016                      | 38-й кинофестиваль в Ёкогаме                                          | Специальный приз жюри                                  | Рэна Нонэн                                   | Победа                    | [ 32 ]                    |                           |
| 2017                      | 17 премия Майнити                                                     | Лучший фильм                                           | В этом уголке мира                           | Номинация                 | [ 33 ] [ 34 ]             |                           |
| 2017                      | 17 премия Майнити                                                     | Лучший фильм                                           | В этом уголке мира                           | Победа                    | [ 33 ] [ 34 ]             |                           |
| 2017                      | 17 премия Майнити                                                     | Лучшая анимация                                        | В этом уголке мира                           | Номинация                 | [ 33 ] [ 34 ]             |                           |
| 2017                      | 17 премия Майнити                                                     | Премия Офудзи Нобуро                                   | В этом уголке мира                           | Победа                    | [ 33 ] [ 34 ]             |                           |
| 2017                      | 17 премия Майнити                                                     | Лучший режиссёр                                        | Сунао Катабути                               | Номинация                 | [ 33 ] [ 34 ]             |                           |
| 2017                      | 17 премия Майнити                                                     | Лучшая женская роль                                    | Рэна Нонэн                                   | Номинация                 | [ 33 ] [ 34 ]             |                           |
| 2017                      | 17 премия Майнити                                                     | Лучшая музыка                                          | Котринго                                     | Победа                    | [ 33 ] [ 34 ]             |                           |
| 2017                      | 59-я кинопремия Голубая лента                                         | Лучший фильм                                           | В этом уголке мира                           | Номинация                 | [ 35 ] [ 36 ]             |                           |
| 2017                      | 59-я кинопремия Голубая лента                                         | Лучший режиссёр                                        | Сунао Катабути                               | Победа                    | [ 35 ] [ 36 ]             |                           |
| 2017                      | 31-й кинофестиваль в Такасаки                                         | Премия Horizont                                        | Сунао Катабути                               | Победа                    | [ 37 ]                    |                           |
| 2017                      | 31-й кинофестиваль в Такасаки                                         | Премия Horizont                                        | Рэна Нонэн                                   | Победа                    | [ 37 ]                    |                           |
| 2017                      | 90-я премия Кинэма Дзюмпо                                             | Лучший японский фильм                                  | В этом уголке мира                           | Победа                    | [ 38 ] [ 39 ] [ 40 ]      |                           |
| 2017                      | 90-я премия Кинэма Дзюмпо                                             | Лучший режиссёр                                        | Сунао Катабути                               | Победа                    | [ 38 ] [ 39 ] [ 40 ]      |                           |
| 2017                      | 90-я премия Кинэма Дзюмпо                                             | Выбор читателя                                         | В этом уголке мира                           | 1st                       | [ 38 ] [ 39 ] [ 40 ]      |                           |
| 2017                      | 90-я премия Кинэма Дзюмпо                                             | Выбор читателя; директора                              | Сунао Катабути                               | Победа                    | [ 38 ] [ 39 ] [ 40 ]      |                           |
| 2017                      | 26-я премия Токийского спортивного кино                               | Лучший фильм                                           | В этом уголке мира                           | Победа                    | [ 41 ]                    |                           |
| 2017                      | 26-я премия Токийского спортивного кино                               | Лучшая женская роль                                    | Рэна Нонэн                                   | Номинация                 | [ 41 ]                    |                           |
| 2017                      | 40-Я Премия Японской киноакадемии                                     | Отличная анимация года                                 | В этом уголке мира                           | Победа                    | [ 42 ] [ 43 ] [ 44 ]      |                           |
| 2017                      | 40-Я Премия Японской киноакадемии                                     | Лучшая анимация года                                   | В этом уголке мира                           | Победа                    | [ 42 ] [ 43 ] [ 44 ]      |                           |
| 2017                      | 40-Я Премия Японской киноакадемии                                     | Выдающиеся достижения в музыке                         | Котринго                                     | Победа                    | [ 42 ] [ 43 ] [ 44 ]      |                           |
| 2017                      | Кинопремия Эйга Хи-Но 2016                                            | Best10                                                 | В этом уголке мира                           | 2 место                   | [ 45 ]                    |                           |
| 2017                      | Кинопремия зрителей PIA 2016                                          | Best10                                                 | В этом уголке мира                           | 3 место                   | [ 46 ] [ 47 ]             |                           |
| 2017                      | Киноискусство (яп. 映画芸術) Лучшие и худшие 10 премий                | Лучший японский фильм 10                               | В этом уголке мира                           | 1 место                   | [ 48 ]                    |                           |
| 2017                      | eAT 2017 in KANAZAWA                                                  | Главный приз                                           | Сунао Катабути                               | Победа                    | [ 49 ] [ 50 ] [ 51 ]      |                           |
| 2017                      | Осакский кинофестиваль 2017                                           | Лучший Японский фильм 1 место из 10                    | В этом уголке мира                           | Победа                    | [ 52 ] [ 53 ]             |                           |
| 2017                      | Осакский кинофестиваль 2017                                           | Лучшая музыка                                          | Котринго                                     | Победа                    | [ 52 ] [ 53 ]             |                           |
| 2017                      | 21 премия японского кино                                              | Лучший фильм                                           | В этом уголке мира                           | Победа                    | [ 54 ] [ 55 ] [ 56 ]      |                           |
| 2017                      | 21 премия японского кино                                              | Лучший режиссёр                                        | Сунао Катабути                               | Победа                    | [ 54 ] [ 55 ] [ 56 ]      |                           |
| 2017                      | 21 премия японского кино                                              | Лучшая анимация                                        | В этом уголке мира                           | Победа                    | [ 54 ] [ 55 ] [ 56 ]      |                           |
| 2017                      | 21 премия японского кино                                              | Лучшее приложение                                      | В этом уголке мира                           | Победа                    | [ 54 ] [ 55 ] [ 56 ]      |                           |
| 2017                      | 21 премия японского кино                                              | Лучшая женская роль                                    | Рэна Нонэн                                   | Победа                    | [ 54 ] [ 55 ] [ 56 ]      |                           |
| 2017                      | 21 премия японского кино                                              | Наилучшее влияние                                      | Сунао Катабути / Рэна Нонэн                  | Победа                    | [ 54 ] [ 55 ] [ 56 ]      |                           |
| 2017                      | 67-й Министр по поощрению искусств, культуры, спорта, науки и техники | Категория фильма                                       | Сунао Катабути                               | Победа                    | [ 57 ]                    |                           |
| 2017                      | Международный фестиваль анимационных фильмов в Анси                   | Тематическая категория фильма                          | В этом уголке мира                           | Премия Жюри               | [ 58 ] [ 59 ] [ 60 ]      |                           |
| 2017                      | Animafest Zagreb                                                      | Тематическая категория фильма                          | В этом уголке мира                           | Номинация                 | [ 61 ]                    |                           |
| 2017                      | 22-я премия AMD '16                                                   | Отличное содержание                                    | Таро Маки                                    | Победа                    | [ 62 ] [ 63 ]             |                           |
| 2017                      | 11-я Seiyu Awards                                                     | Особая премия                                          | Рэна Нонэн                                   | Победа                    | [ 64 ] [ 65 ]             |                           |
| 2017                      | 11-я Seiyu Awards                                                     | Лучшая женская роль второго плана                      | Мэгуми Хан                                   | Победа                    | [ 64 ] [ 65 ]             |                           |
| 2017                      | 36-я маграда Фудзимото                                                | Особый приз                                            | Масао Маруяма / Таро Маки                    | Победа                    | [ 66 ]                    |                           |
| 2017                      | 59-я награда «Культура детского благосостояния»                       | Категория фильма / СМИ                                 | Команда создателей фильма В этом уголке мира | Победа                    | [ 67 ]                    |                           |
| 2017                      | 34-е Поощрение реконструкции премии японского кино                    | Премия японского кино мира                             | В этом уголке мира                           | Победа                    | [ 68 ]                    |                           |
| 2017                      | 41-я премия SIGNIS JAPAN Movie Award                                  | Лучший фильм                                           | В этом уголке мира                           | Победа                    | [ 69 ] [ 70 ]             |                           |
| 2017                      | Лос-Анджелесский кинофестиваль 2017                                   | Всемирный конкурс художественной литературы            | В этом уголке мира                           | Номинация                 | [ 71 ] [ 72 ]             |                           |
| 2017                      | 19-й фестиваль будущего кино                                          | Платиновый Гран-при                                    | В этом уголке мира                           | Номинация                 | [ 73 ]                    |                           |
| 2017                      | 6-й японский кинофестиваль в Торонто                                  | Премия Большого жюри; лучший фильм                     | В этом уголке мира                           | Победа                    | [ 74 ]                    |                           |
| 2017                      | 71-й Эдинбургский международный кинофестиваль                         | Лучший международный художественный фильм              | В этом уголке мира                           | Номинация                 | [ 75 ]                    |                           |
| 2017                      | 66-й Мельбурнский международный кинофестиваль                         | Приз зрительских симпатий за художественный фильм      | В этом уголке мира                           | Номинация                 | [ 76 ] [ 77 ] [ 78 ]      |                           |
| 2017                      | 19-й Международный анимационный фестиваль в Пучхоне                   | Grand Prize for Feature Film                           | В этом уголке мира                           | Победа                    | [ 79 ]                    |                           |
| 2017                      | 15-й Anilogue International Animation Festival                        | Специальное упоминание жюри для художественного фильма | В этом уголке мира                           | Победа                    | [ 80 ] [ 81 ]             |                           |
| 2017                      | 45-й Энни                                                             | Лучший независимый анимационный фильм                  | В этом уголке мира                           | Номинация                 | [ 82 ]                    |                           |
| 2017                      | 21-я премия Общества онлайн кинокритиков                              | Лучший анимационный фильм                              | В этом уголке мира                           | Номинация                 | [ 83 ]                    |                           |
| 2017                      | 21-я премия S & P                                                     | Самые духовный грамотный анимационный фильмы           | В этом уголке мира                           | Победа                    | [ 84 ]                    |                           |
| 2018                      | 17-я Tokyo Anime Award (TAAF2018)                                     | Анимация года — главный приз в категории фильмов       | В этом уголке мира                           | Победа                    | [ 85 ]                    |                           |
| 2018                      | 21-й Japan Media Arts Festival                                        | Гран-при в категории анимации                          | В этом уголке мира                           | Победа                    | [ 86 ]                    |                           |
| 2018                      | 3-я премия Гавайских кинокритиков                                     | Лучший анимационный фильм                              | В этом уголке мира                           | Победа                    | [ 87 ]                    |                           |
| 2018                      | 3-я премия Гавайских кинокритиков                                     | Лучший фильм на иностранном языке                      | В этом уголке мира                           | Победа                    | [ 87 ]                    |                           |
| 2018                      | 13-я премия Japan Expo                                                | Золотая Дарума для Аниме (Большой Приз)                | В этом уголке мира                           | Победа                    | [ 88 ] [ 89 ]             |                           |
| 2018                      | 13-я премия Japan Expo                                                | Дарума за лучший аниме фильм / OVA                     | В этом уголке мира                           | Победа                    | [ 88 ] [ 89 ]             |                           |
| 2018                      | 17-й Мекнесский международный фестиваль анимационных фильмов          | Главный приз за художественный фильм                   | В этом уголке мира                           | Победа                    | [ 90 ]                    |                           |
| 2018                      | Crunchyroll Anime Awards                                              | Лучший фильм                                           | В этом уголке мира                           | Номинация                 | [ 91 ]                    |                           |